# Familia (république des Deux Nations)
La Familia (en polonais Familia) est le nom d'un parti politique, ou plus exactement d'une faction politique de la république des Deux Nations (royaume de Pologne et grand-duché de Lituanie) au XVIIIe siècle.

## Historique

### Origines
Cette faction dirigée par la famille Czartoryski a été formée vers la fin du règne d'Auguste II, roi de Pologne de 1697 à 1733. 
Son but est de procéder à une réforme institutionnelle de la république des Deux Nations, monarchie élective caractérisée par la faiblesse du pouvoir exécutif et l'importance de la noblesse dans la vie politique. La Familia avait pour modèle le régime de la monarchie constitutionnelle tel qu'il existait au Royaume-Uni. 

### Le règne d'Auguste III (1733-1763)

#### Membres de la Familia
Le chef de la faction est Michał Fryderyk Czartoryski (1696-1775), vice-chancelier de Lituanie, puis grand chancelier à partir de 1752.
Les principaux membres sont :
- famille Czartoryski :  August Aleksander (1697-1782), voïvode de Ruthénie à partir de 1731 et son fils Adam Kazimierz (1734-1823) ; Teodor Kazimierz (1704-1768), évêque de Poznan à partir de 1739 ;
- famille Poniatowski : Stanislas Poniatowski (1676-1762), castellan de Cracovie (ce qui le place au rang de premier membre du Sénat[2]) et ses fils Andrzej (1734-1773)  et Stanislas Antoine (1732-1798), futur roi de Pologne ; Kazimierz Poniatowski (1721-1800) et (un peu plus tard) Michał Jerzy Poniatowski (1736-1794), primat de Pologne (1784) ;
- famille Massalski : Michał Józef Massalski (grand hetman de Lituanie), Ignacy Jakub Massalski (évêque de Wilno)
- Paweł Michał Mostowski (voïvode de Poméranie), Georg Detlev von Flemming (grand trésorier de Lituanie), Andrzej Hieronim Zamoyski (voïvode d'Inowroclaw), Stanisław Lubomirski (grand garde de la Couronne).

#### Évolution politique
Partisan de Stanislas Leszczynski (soutenu par la France) durant l'interrègne de 1733, contre le fils d'Auguste II (soutenu par la Russie et l'Autriche), la Familia se rallie à celui-ci, devenu Auguste III, après la défaite militaire de Stanislas (siège de Dantzig, 1734) et se rapproche de la Russie, compte tenu de l'impuissance de la France durant la guerre de Succession de Pologne.

### L'interrègne (1763-1764)
L'interrègne qui suit la mort d'Auguste III est marqué par un conflit larvé entre la Familia, soutenue par la Russie et la Prusse, et un parti qui affirme son attachement aux institutions de la République et à la « Liberté dorée » de la Pologne, soutenu par l'Autriche. Ce conflit se manifeste notamment lors de la diète de convocation de mai 1764 : cette diète, qui siège alors que des troupes russes sont présentes à Varsovie aux côtés de troupes privées des Czartoryski, décide  des réformes visant entre autres à affaiblir l'influence de la noblesse. Pour ses adversaires, il s'agit d'un coup de force des Czartoryski, voire d'un « coup d'État », effectué sous protection russe. 
Cela n'empêche pas l'élection le 7 septembre 1764 de Stanislas Antoine Poniatowski, qui devient le roi de Pologne et grand-duc de Lituanie Stanislas Auguste (ou Stanislas II). L'accession au trône de Pologne d'un Poniatowski représente un succès pour la Familia, même si celui-ci a bénéficié d'un appui majeur de la Russie en tant que protégé personnel de Catherine II.

### Le règne de Stanislas II (1764-1795)
Le conflit qui a débuté en 1763 se poursuit, mais paradoxalement la Familia et le roi se retrouvent opposés à la Russie et à son ambassadeur, Nicolas Repnine, qui sont en désaccord avec toute mesure pouvant renforcer le pouvoir en Pologne. Cette opposition aboutit à la diète de 1767-1768, dite « diète de Repnine », qui annule la plupart des réformes institutionnelles de 1764. 
L'épisode suivant est la rébellion de la confédération de Bar (1768-1772), rébellion principalement antirusse, qui place de nouveau la Familia et le roi dans le même camp que la Russie. L'échec de la rébellion en 1772 aboutit au premier partage de la Pologne.
La constitution promulguée par le roi le 3 mai 1791 peut être considérée comme une réalisation partielle des objectifs de la Familia. Mais elle a pour conséquence la guerre russo-polonaise de 1792, le deuxième partage de la Pologne (1793), très vite suivi du troisième (1795).

### Après 1795: Adam Jerzy Czartoryski (1770-1861)
Après la fin de la République des Deux Nations à la suite de ce troisième partage, la Familia continue d'exister à travers la personne d'Adam Jerzy Czartoryski, qui commence sa carrière comme ami du tsar Alexandre Ier, ministre des Affaires étrangères de Russie de 1802 à 1805, curateur de l'université de Wilno de 1803 à 1824, acteur essentiel dans la transformation du duché de Varsovie en un nouveau royaume de Pologne, attribué au tsar Alexandre, en 1815. Mais il la termine comme président du gouvernement national insurrectionnel de ce royaume de Pologne pendant l'insurrection de 1830-1831, ensuite réfugié en France jusqu'à la fin de ses jours et condamné à mort par contumace par les tribunaux de Nicolas Ier.